# Landtagswahl im Trentino 2018
- Futura 2018: 2
- Partito Democratico: 5
- Unione per il Trentino: 1
- MoVimento 5 Stelle: 2
- Partito Autonomista Trentino Tirolese: 4
- ital. Mitte-Rechts: 7
- Lega: 14

Die Landtagswahl im Trentino 2018 fand am 21. Oktober in der Autonomen Provinz Trient statt. Stimmberechtigt waren 429.378 Wähler. Die Wahlbeteiligung betrug 64,05 %. Gewählt wurden die 35 Mitglieder des Trentiner Landtags. Gleichzeitig wurde auch der Südtiroler Landtag neu gewählt.

## Hintergrund
Bei der Landtagswahl im Trentino 2013 gewann der Mitte-Links-Kandidat Ugo Rossi. Er wurde von der Partito Democratico, der Partito Autonomista Trentino Tirolese, der Unione per il Trentino, der Federazione dei Verdi, der Italia dei Valori, der Partito Socialista Italiano und der Union Autonomista Ladina unterstützt. Das Mitte-Rechts-Lager trat mit 4 Präsidentschaftskandidaten an und die beiden großen Mitte-Rechts Parteien Lega Nord und Forza Italia verloren jeweils etwa 8 %.
Bei der Europawahl in Italien 2014 erreichte die PD 42,4 %, das Mitte-Rechts-Lager zusammen 21,4 %, die M5S 15,5 %, die SVP, die mit PATT antrat, 12 % und L’Altra Europa con Tsipras (zu der SEL gehörte) 3,8 %.
Bei den Kommunalwahlen 2015 erreichten das Mitte-Links-Bündnis 54,4 % (darunter PATT 9,8 %), das Mitte-Rechts-Lager zusammen 29,9 %, die M5S 8,7 % und L'Altro Trentino a Sinistra 4,7 %. Im selben Jahr besiegte die Associazione Fassa die seit 1992 Fassatal dominierende Union Autonomista Ladina bei der ersten Kommunalwahl.
Das von der PATT, der UpT, der UAL und der PD unterstützte Ja beim Verfassungsreferendum in Italien 2016 erreichte im Trentino 45,7 % und unterlag somit dem von den Oppositionsparteien unterstützten Nein knapp.
Bei der Parlamentswahlen in Italien 2018 gewann das italienische Mitte-Rechts-Lager zusammen 39,1 %, das Mitte-Links-Lager 30,8 % (darunter PD mit 19,5 %, PATT mit 5 % und Civica Popolare zu der UpT gehört mit 2,2 %), der M5S 23,8 % und Liberi e Uguali 3,0 %.

## Parteien und Kandidaten
Folgende 22 Listen kandidierten mit insgesamt 11 Präsidentschaftskandidaten:
| Wahlbündnis | Wahlbündnis                                        | Listen                                                                         | Listen                                             | Kandidat              |
| ----------- | -------------------------------------------------- | ------------------------------------------------------------------------------ | -------------------------------------------------- | --------------------- |
|             | Alleanza per l’Autonomia                           |                                                                                | Partito Democratico (PD)                           | Giorgio Tonini (PD)   |
|             | Alleanza per l’Autonomia                           | Unione per il Trentino (UpT)                                                   |                                                    | Giorgio Tonini (PD)   |
|             | Alleanza per l’Autonomia                           | Futura 2018 (darunter FdV)                                                     |                                                    | Giorgio Tonini (PD)   |
|             | Centrodestra-autonomista                           |                                                                                | Progetto Trentino (PT)                             | Maurizio Fugatti (L)  |
|             | Centrodestra-autonomista                           | Lega (Lega)                                                                    |                                                    | Maurizio Fugatti (L)  |
|             | Centrodestra-autonomista                           | Forza Italia (FI)                                                              |                                                    | Maurizio Fugatti (L)  |
|             | Centrodestra-autonomista                           | Civica Trentina (CT)                                                           |                                                    | Maurizio Fugatti (L)  |
|             | Centrodestra-autonomista                           | Fratelli d’Italia (FdI)                                                        |                                                    | Maurizio Fugatti (L)  |
|             | Centrodestra-autonomista                           | Associazione Fassa (AF)                                                        |                                                    | Maurizio Fugatti (L)  |
|             | Centrodestra-autonomista                           | Agire per il Trentino (AGIRE)                                                  |                                                    | Maurizio Fugatti (L)  |
|             | Centrodestra-autonomista                           | Unione di Centro–Centro Popolare (UdC–CP)                                      |                                                    | Maurizio Fugatti (L)  |
|             | Centrodestra-autonomista                           | Autonomisti Popolari (AP) (Zusammen mit Nuovo Trentino Nuovo Tirolo)           |                                                    | Maurizio Fugatti (L)  |
|             | Partito Autonomista Trentino Tirolese (PATT)       | Partito Autonomista Trentino Tirolese (PATT)                                   | Partito Autonomista Trentino Tirolese (PATT)       | Ugo Rossi             |
|             | MoVimento 5 Stelle (M5S)                           | MoVimento 5 Stelle (M5S)                                                       | MoVimento 5 Stelle (M5S)                           | Filippo Degasperi     |
|             | Sinistra per il Trentino                           |                                                                                | Liberi e Uguali (LeU)                              | Antonella Valer (LeU) |
|             | Sinistra per il Trentino                           | L'Altro Trentino a Sinistra (AES) (hpts. Partito della Rifondazione Comunista) |                                                    | Antonella Valer (LeU) |
|             | CasaPound Italia (CPI)                             | CasaPound Italia (CPI)                                                         | CasaPound Italia (CPI)                             | Filippo Castaldini    |
|             | Autonomia Dinamica (AD)                            | Autonomia Dinamica (AD)                                                        | Autonomia Dinamica (AD)                            | Mauro Ottobre         |
|             | Popoli Liberi – Primon Freie Völker                | Popoli Liberi – Primon Freie Völker                                            | Popoli Liberi – Primon Freie Völker                | Paolo Primon          |
|             | Tre – Territorialità Responsabilità Economia (TRE) | Tre – Territorialità Responsabilità Economia (TRE)                             | Tre – Territorialità Responsabilità Economia (TRE) | Roberto de Laurentis  |
|             | Moviment Ladin de Fascia                           | Moviment Ladin de Fascia                                                       | Moviment Ladin de Fascia                           | Ferruccio Chenetti    |
|             | Riconquistare l'Italia (RI)                        | Riconquistare l'Italia (RI)                                                    | Riconquistare l'Italia (RI)                        | Federico Monegaglia   |

## Wahlergebnis
| Kandidat | Kandidat             | Stimmen | %     | Sitze | Listen                                    | Listen                                       | Stimmen | %     | Sitze | Gesamt |
| -------- | -------------------- | ------- | ----- | ----- | ----------------------------------------- | -------------------------------------------- | ------- | ----- | ----- | ------ |
|          | Maurizio Fugatti     | 124.590 | 46,74 | 1     |                                           | Lega (Lega)                                  | 69.116  | 27,09 | 13    | 21     |
|          | Maurizio Fugatti     | 124.590 | 46,74 | 1     | Civica Trentina (CT)                      | 11.777                                       | 4,62    | 2     |       | 21     |
|          | Maurizio Fugatti     | 124.590 | 46,74 | 1     | Progetto Trentino (PT)                    | 8.248                                        | 3,23    | 1     |       | 21     |
|          | Maurizio Fugatti     | 124.590 | 46,74 | 1     | Forza Italia (FI)                         | 7.204                                        | 2,82    | 1     |       | 21     |
|          | Maurizio Fugatti     | 124.590 | 46,74 | 1     | Autonomisti Popolari (AP)                 | 7.621                                        | 2,99    | 1     |       | 21     |
|          | Maurizio Fugatti     | 124.590 | 46,74 | 1     | Agire per il Trentino (AGIRE)             | 5.458                                        | 2,14    | 1     |       | 21     |
|          | Maurizio Fugatti     | 124.590 | 46,74 | 1     | Unione di Centro–Centro Popolare (UdC–CP) | 5.306                                        | 2,08    | 0     |       | 21     |
|          | Maurizio Fugatti     | 124.590 | 46,74 | 1     | Fratelli d’Italia (FdI)                   | 3.686                                        | 1,44    | 0     |       | 21     |
|          | Maurizio Fugatti     | 124.590 | 46,74 | 1     | Associazione Fassa (AF)                   | 2.490                                        | 0,98    | 1     |       | 21     |
| Gesamt   | Gesamt               | 124.590 | 46,74 | 1     | 120.906                                   | 47,39                                        | 20      |       |       | 21     |
|          | Giorgio Tonini (PD)  | 67.712  | 25,40 | 1     |                                           | Partito Democratico (PD)                     | 35.530  | 13,93 | 4     | 8      |
|          | Giorgio Tonini (PD)  | 67.712  | 25,40 | 1     | Futura 2018                               | 17.670                                       | 6,93    | 2     |       | 8      |
|          | Giorgio Tonini (PD)  | 67.712  | 25,40 | 1     | Unione per il Trentino (UpT)              | 10.150                                       | 3,98    | 1     |       | 8      |
| Gesamt   | Gesamt               | 67.712  | 25,40 | 1     | 63.350                                    | 24,83                                        | 7       |       |       | 8      |
|          | Ugo Rossi            | 33.121  | 12,42 | 1     |                                           | Partito Autonomista Trentino Tirolese (PATT) | 32.109  | 12,59 | 3     | 4      |
|          | Filippo Degasperi    | 18.947  | 7,11  | 1     |                                           | MoVimento 5 Stelle (M5S)                     | 18.437  | 7,23  | 1     | 2      |
|          | Antonella Valer      | 7.099   | 2,66  | 0     |                                           | Liberi e Uguali (LeU)                        | 3.560   | 1,40  | 0     | 0      |
|          | Antonella Valer      | 7.099   | 2,66  | 0     | L'Altro Trentino a Sinistra (AES)         | 2.101                                        | 0,82    | 0     |       | 0      |
| Gesamt   | Gesamt               | 7.099   | 2,66  | 0     | 5,661                                     | 2,22                                         | 0       |       |       | 0      |
|          | Mauro Ottobre        | 5.237   | 1,96  | 0     |                                           | Autonomia Dinamica (AD)                      | 5.117   | 2,01  | 0     | 0      |
|          | Roberto de Laurentis | 4.015   | 1,51  | 0     |                                           | Territorialità Responsabilità Economia (TRE) | 3.826   | 1,50  | 0     | 0      |
|          | Paolo Primon         | 2.384   | 0,89  | 0     |                                           | Popoli Liberi – Primon Freie Völker          | 2.285   | 0,90  | 0     | 0      |
|          | Ferruccio Chenetti   | 1.904   | 0,71  | 0     |                                           | Moviment Ladin de Fascia                     | 1.890   | 0,74  | 0     | 0      |
|          | Filippo Castaldini   | 1.247   | 0,47  | 0     |                                           | CasaPound Italia (CPI)                       | 1.215   | 0,48  | 0     | 0      |
|          | Federico Monegaglia  | 350     | 0,13  | 0     |                                           | Riconquistare l'Italia (RI)                  | 341     | 0,13  | 0     | 0      |

Mehrheiten nach Gemeinden

Von den 35 vergebenen Sitzen konnten neun von Kandidatinnen erobert werden, sechs davon gehören dem Mitte-Rechts Bündnis an. Damit beträgt der Frauenanteil im Trentiner Landtag 25,71 %. Die meisten Vorzugsstimmen erhielt mit 5.688 Stimmen Alessandro Olivi vom Partito Democratico, gefolgt von Paolo Ghezzi von Futura 2018 mit 5.275 Stimmen und Sara Ferrari vom Partito Democratico mit 4.063 Stimmen. Alle drei gehören der Opposition des neuen Landtags an. Der Abgeordnete mit den wenigsten erhaltenen Vorzugsstimmen ist Gugliemi Luca von der Associazione Fassa, der der ladinischen Minderheit im Fassatal angehört und 651 Stimmen erhielt.
Die Gemeinde mit der geringsten Wahlbeteiligung war Canal San Bovo mit 52,46 %, die mit der höchsten Wahlbeteiligung Castel Condino mit 78,61 %. In der Landeshauptstadt Trient betrug die Wahlbeteiligung 64,78 %.

## Historische Bedeutung
Zum ersten Mal seit der Landtagswahl von 1998, bei der nach dem Auseinanderfallen der Democrazia Cristiana infolge von Tangentopoli eine Mitte-Links-Koalition unter der Civica Margherita, Democratici di Sinistra und Partito Autonomista Trentino Tirolese die Landesregierung unter der Führung von Lorenzo Dellai stellte, schafften es die Mitte-Rechts-Parteien, sich gegen die in zwei Bündnisse (Alleanza per l’Autonomia und Partito Autonomista Trentino Tirolese) aufgespaltene ehemalige Mitte-Links-Koalition durchzusetzen.
Die früher das Fassatal dominierende Union Autonomista Ladina (UAL) trat zum ersten Mal seit 2003, nach den Niederlagen bei der Kommunalwahl 2015, Verfassungsreferendum 2016 und der Parlamentswahl 2018 nicht an.
Ebenfalls auffällig ist, dass ähnlich wie in der Wahl in Molise und der Wahl in Friaul-Julisch Venetien, das M5S im Vergleich zu den Parlamentswahlen am 4. März 2018 ca. 15 % verloren hat. Am 4. März erreichte es fast 24 %, aber diesmal nur knapp über 7 %. Dagegen hat das Mitte-Rechts-Bündnis, wie bei den vorherigen Wahlen, 10 % hinzugewonnen.

## Umfragen
| Institut    | Datum      | PD   | PATT | UpT | PT  | Lega | M5S | FI  | CT  | SpT | FdI | AF  | Futura | AP  | AGIRE | UdC–CP | AD  | Sonst. |
| ----------- | ---------- | ---- | ---- | --- | --- | ---- | --- | --- | --- | --- | --- | --- | ------ | --- | ----- | ------ | --- | ------ |
| Quaeris srl | 20.09.2018 | 12,0 | 4,2  | 5,0 | 3,2 | 23,6 | 9,0 | 3,2 | 5,5 | 3,0 | 2,0 | 1,2 | 7,0    | 4,2 | 3,0   | 2,1    | 2,0 | 9,8    |

nach Koalition
| Institut    | Datum      | ApA  | CDX  | PATT | M5S | SpT | AD  | Sonst. |
| ----------- | ---------- | ---- | ---- | ---- | --- | --- | --- | ------ |
| Quaeris srl | 20.09.2018 | 24,0 | 48,0 | 4,2  | 9,0 | 3,0 | 2,0 | 9,8    |

Anders als in Südtirol lag die von der Lega Nord beauftragte Umfrage relativ nah am tatsächlichen Ergebnis.